# Love's a Loaded Gun
Singles de Alice Cooper
Hey Stoopid
(1991) Feed My Frankenstein
(1992)
Love's a Loaded Gun est une chanson d'Alice Cooper issue de l'album Hey Stoopid. Il s'agit du deuxième single de l'album, sorti le 23 septembre 1991, via Epic Records. La face-B du single comporte une reprise de Jimi Hendrix, Fire. La version maxi-CD comporte trois titres, ajoutant une version live de Eighteen enregistrée le 12 juillet 1991 à Irvine Meadows à Los Angeles.
Aux États-Unis, le single se classe à la 31e place la semaine du 26 octobre 1991 via le Mainstream Rock Tracks chart. Le single atteint également la 38e position au Royaume-Uni la semaine du 5 octobre 1991. Un clip vidéo a d'ailleurs été réalisé pour accompagner le single.

## Liste des titres
| 1. | Love's a Loaded Gun | Alice Cooper, Vic Pepe, Jack Ponti | 4:10 |
| 2. | Fire                | Jimi Hendrix                       | 3:00 |

| A.  | Love's a Loaded Gun  | Alice Cooper, Vic Pepe, Jack Ponti                                   | 4:10 |
| B1. | Eighteen (live 1991) | Alice Cooper, Michael Bruce, Dennis Dunaway, Glen Buxton, Neal Smith | 4:10 |
| B2. | Fire                 | Jimi Hendrix                                                         | 3:00 |

## Charts
| Pays                                      | Position            | Réf                 |
| Love's a Loaded Gun                       | Love's a Loaded Gun | Love's a Loaded Gun |
| ----------------------------------------- | ------------------- | ------------------- |
| États-Unis (Mainstream Rock Tracks chart) | 31                  | [ 5 ]               |
| Royaume-Uni (UK Singles Chart)            | 38                  | [ 7 ]               |